# Habitatge al carrer Agoders, 34 (Tàrrega)
El Carrer Agoders, 34 és una obra de Tàrrega (Urgell) protegida com a bé cultural d'interès local.
Aquest edifici forma aparentment una unitat amb el que té el número 36 si bé la construcció és més recent. Consta de planta baixa, dos pisos i golfes. La façana és totalment amb carreus de pedra i ha sofert algunes modificacions a les obertures de la planta baixa. La construcció és del 1800.